# ツルアリドオシ属
ツルアリドオシ属（ツルアリドオシぞく; 学名: Mitchella; 和名漢字表記：蔓蟻通し属）は、アカネ科の属の一つ。

## 特徴
常緑の多年草。茎は枝分かれし、蔓性となって地上をはう。葉は広卵形で、葉質はやや厚く、まばらに対生する。3角形のごく小さい托葉がある。花は、枝先に短い花柄をだして、その先に萼筒が合着した2花をつける。萼は広鐘形で、萼裂片は4個あり、果期まで残る。花冠は、狭い漏斗形で先端は4裂して開き、内面には毛が密に生える。花冠基部にある子房は2個の花が合着し、4室あり各室に1個の胚珠がある。雄蕊は4個。花柱は1個で先端が4裂する。果実は2果が合着した石果で、肉質で球形、赤く熟し、中に4個の核がある。核は扁平な広楕円形になり、中に種子が1個ある。果実の先端には2花の跡が残り、1花ごとに4個の萼片が残る。

## 分布
2種のみからなり、東アジアと北アメリカに1種ずつある。

## 種
- ミッチェラ・レペンス[3] Mitchella repens L. - カナダ東部からグアテマラに分布する[4]。英名は partridge berry[3]。
- ツルアリドオシ Mitchella undulata Siebold et Zucc. - 北海道、本州、四国、九州、朝鮮半島南部に分布する[2]。

## ギャラリー
- ミッチェラ・レペンス
- ツルアリドオシ
- 果実の先端に2花分の萼片が残る。ツルアリドオシ。